# Erste Liga (Kasachstan) 2018
Die Erste Liga 2018 war die 24. Spielzeit der zweithöchsten kasachischen Spielklasse im Fußball der Männer. Die Saison begann am 1. April und endete am 4. November.

## Statistiken

### Abschlusstabelle
| Pl. | Verein                       | Sp. | S  | U  | N  | Tore    | Diff. | Punkte |
| --- | ---------------------------- | --- | -- | -- | -- | ------- | ----- | ------ |
| 1.  | Oqschetpes Kökschetau (A)    | 33  | 23 | 5  | 5  | 061:270 | +34   | 74     |
| 2.  | FK Taras (A)                 | 33  | 19 | 10 | 4  | 061:270 | +34   | 67     |
| 3.  | FK Qyran Schymkent           | 33  | 20 | 5  | 8  | 061:380 | +23   | 65     |
| 4.  | FK Altai VKO                 | 33  | 18 | 8  | 7  | 056:280 | +28   | 62     |
| 5.  | Schetissu B 1                | 33  | 18 | 3  | 12 | 045:260 | +19   | 57     |
| 6.  | FK Ekibastus                 | 33  | 13 | 9  | 11 | 042:350 | +7    | 48     |
| 7.  | FK Machtaaral                | 33  | 14 | 6  | 13 | 041:410 | ±0    | 48     |
| 8.  | FK Qairat A                  | 33  | 12 | 8  | 13 | 050:510 | −1    | 44     |
| 9.  | Baikonur Qysylorda           | 33  | 10 | 8  | 15 | 036:470 | −11   | 38     |
| 10. | FK Schachtjor-Bolat Temirtau | 33  | 6  | 3  | 24 | 028:650 | −37   | 21     |
| 11. | Kaspij Aqtau                 | 33  | 3  | 7  | 23 | 025:650 | −40   | 16     |
| 12. | FK Aqtöbe-Schas              | 33  | 3  | 6  | 24 | 018:740 | −56   | 15     |

Platzierungskriterien: 1. Punkte – 2. Siege – 3. Direkter Vergleich (Punkte, Tordifferenz, geschossene Tore) – 4. Tordifferenz – 5. geschossene Tore
| (A) – Absteiger aus der Premjer-Liga 2017 |

### Relegation
Die beiden Relegationsspiele zwischen dem Dritten der Ersten Liga und dem Zehnten der Premjer-Liga wurden am 16. und 20. November 2018 ausgetragen.
| Datum             |                    | Ergebnis  |                    | Tore                                                            |
| ----------------- | ------------------ | --------- | ------------------ | --------------------------------------------------------------- |
| 16. November 2018 | FK Qyran Schymkent | 0:3 (0:2) | Ertis Pawlodar     | 0:1 Rodrigo Antônio, 0:2 Schestakow, 0:3 Pasylchan (Eigentor)   |
| 20. November 2018 | Ertis Pawlodar     | 2:1 (0:0) | FK Qyran Schymkent | 1:0 Arman Smailow, 1:1 Serischan Abschal, 2:1 Milos Stamenkovič |
| Gesamt:           | FK Qyran Schymkent | 1:5       | Ertis Pawlodar     |                                                                 |

### Torschützenliste
| Pl.               | Spieler                | Mannschaft            | Tore |
| ----------------- | ---------------------- | --------------------- | ---- |
| 01.               | Abylaichan Machambetow | FK Qyran Schymkent    | 20   |
| 02.               | Sanat Schumachanow     | Oqschetpes Kökschetau | 19   |
| 03.               | Nikita Baschenow       | Oqschetpes Kökschetau | 16   |
| 04.               | Aibar Schaksylykow     | Schetissu B           | 13   |
| 05.               | Alexei Schakin         | FK Altai VKO          | 11   |
| 05.               | Dauren Kaikibassow     | FK Altai VKO          | 11   |
| 07.               | Kuanysch Begalin       | FK Machtaaral         | 10   |
| 07.               | Samat Särsenow         | FK Qairat A           | 10   |
| 07.               | Aslan Jerken           | FK Ekibastus          | 10   |
| Stand: Saisonende |                        |                       |      |